# Konrad Bidz
Konrad Bidz, död den 13 mars 1489, var biskop i Åbo stift 1460–1489.
Konrad Bidz var son till riksrådet Henrik Bidz. Han inskrevs 1438 vid universitetet i Leipzig, där han erhöll magistergraden. År 1448 studerade han vid universitetet i Bologna och utsågs 1450 till domprost i Åbo. Efter att ha valts till biskop erhöll han stadfästelse på valet av påven Pius II 4 juli 1460 och vigdes därefter till ämbetet i Siena. Som biskop slog Konrad Bidz vakt om kyrkans och prästerskapets intressen, lät skapa nya församlingar, inskärpte gällande föreskrifter om prästernas avlöning och utökade antalet korpräster i Åbo domkyrka. 1486 ålade han stiftets kaniker att residera i Åbo. Under hans biskopstid uppfördes ett stort antal sockenkyrkor i sten. 1488 lät Konrad Bidz i Lübeck trycka en mässbok för stiftets behov Missale ecclesiae Aboensis, den första tryckta boken avsedd för Finland. 1474 och 1480 utgav han nya kyrkostadgar och utsände förmaningsbrev till skolrektorerna att vårda sig om djäkneundervisningen. Politiskt stödde Konrad Bidz Kristian I och understödde honom med krigsfolk, antagligen under kungens besök i Stockholm 1463 eller 1464. Efter 1471 gick han dock efter vad som kan utläsas över till Stureanhängarna.